# Lijst van beschermd erfgoed in de gemeente Biwer
In deze lijst van beschermd erfgoed in de gemeente Biwer zijn alle geclassificeerde nationale monumenten van de Luxemburgse gemeente Biwer opgenomen.

## Monumenten per plaats

### Biwer
| Object | Bouwjaar/architect | Locatie                   | Datum beschermd?      | Coördinaten                   | Afbeelding |
| --- | ------------------ | ------------------------- | --------------------- | ----------------------------- | ---------- |
| Gebouw |                    | 1, om Knapp               | 31 juli 2009 (MN)     |                               |            |
| Molen Jockelsmühle met tuin, weide, gebouwen en aanliggend plein                                                         |                    | In der Bach bei Fohzgrund | 15 november 1990 (IS) | 49° 42' 49" NB, 6° 21' 31" OL |            |
| Opmerkelijke zomereik, aan de linkerkant van de weg die leidt tot Weydig te Breinert Knupp, op ongeveer 100 m van Weydig |                    |                           | 20 juni 1973 (IS)     |                               |            |

### Brouch
| Object | Bouwjaar/architect | Locatie   | Datum beschermd?     | Coördinaten | Afbeelding |
| ------ | ------------------ | --------- | -------------------- | ----------- | ---------- |
| Huis   |                    | Nummer 46 | 4 februari 2005 (MN) |             |            |

## Bron
- Liste des immeubles et objets classés monuments nationaux ou inscrits à l'inventaire supplémentaire